# Groene zandloopkever
De groene zandloopkever (Cicindela campestris) is een tot maximaal 15 millimeter grote kever uit de familie van de loopkevers (Carabidae).

## Kenmerken
Deze kever heeft lichtgroene dekschilden met ver uit elkaar staande kleine witte tot gele vlekjes. De onderzijde, het borststuk en de poten zijn kopergroen, en over het hele lichaam is een parelmoerachtige glans aanwezig. De poten zijn dichtbehaard, de kaken zijn geel en de ogen opvallend groot en rond. Bij warm weer rent de groene zandloopkever haastig over de grond, en om de zoveel meter wordt een stukje gevlogen; het zijn erg goede vliegers.

## Leefwijze
Zowel de volwassen dieren als de larven jagen op zicht. Het menu bestaat uit allerlei geleedpotigen, zowel insecten zoals tweevleugeligen en mieren als spinnen; de prooi wordt aan stukjes geknipt en opgezogen nadat er verteringssappen aan zijn toegevoegd. De kever is te zien van april tot september, het actiefst zijn de diertjes in mei. Ook de larve leeft van prooien die vanuit een tunneltje gegrepen worden met de kaken; in het tunneltje wordt ook een keer overwinterd. De larve jaagt dag en nacht en kan al op prooien reageren bij licht van 0,01 lux.

## Voortplanting
Als een mannetje tot paring wil overgaan met een vrouwtje en het vrouwtje is onwillig, dan kromt zij haar achterlichaam om zich zo op de rug te werpen en het mannetje af te schudden. De eitjes worden onmiddellijk na de paring, rond mei, afgezet ongeveer een centimeter diep in het zand, en komen, afhankelijk van de temperatuur, na ongeveer 30 dagen uit. De kever leeft ruim een jaar als larve in drie stadia. Overwintering vindt meestal in het tweede, soms in het derde stadium plaats. In de zomer of soms het voorjaar van het tweede jaar vindt verpopping plaats. De volwassen kever ontpopt uiterlijk in het najaar en blijft in de popruimte onder de grond, waar hij overwintert. Pas het volgende jaar, na de tweede overwintering, verschijnt de nieuwe kever om te gaan paren.

## Verspreiding en leefgebied

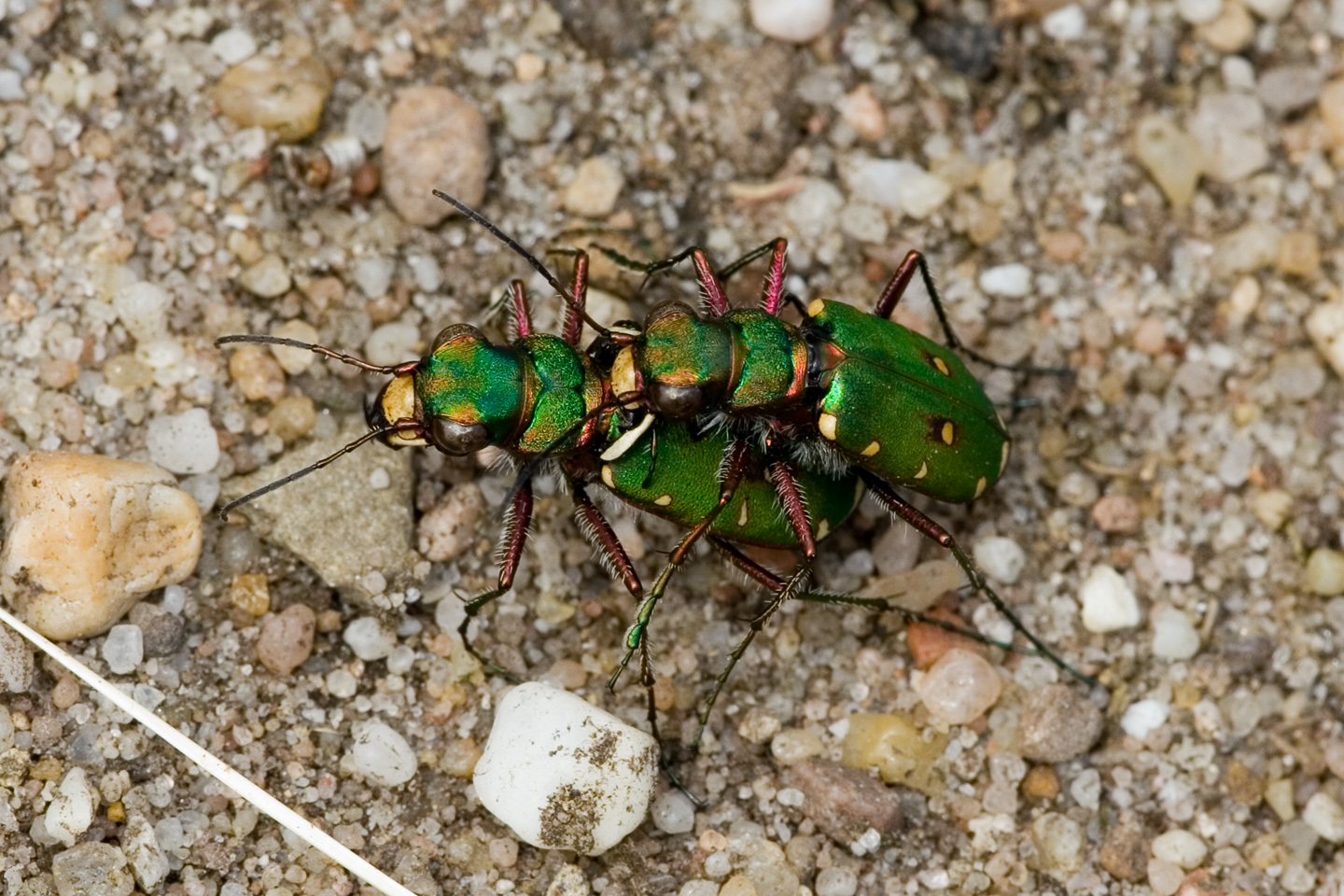
Paring

De habitat van deze soort bestaat uit zandige of venige omgevingen zoals heide, duinen, bosranden en verstuivingen, altijd in open terreinen waar niet veel bomen staan, of ver uit elkaar. De soort komt voor in vrijwel het gehele West-Palearctisch gebied, met uitzondering van het uiterste noorden, en oostelijk daarvan tot in Siberië en Kirgizië.

## Onderscheid
Deze soort lijkt voor wat de vorm betreft op de strandzandloopkever (Cicindela maritima) en de basterdzandloopkever (Cicindela hybrida), maar deze laatste twee soorten hebben geen groene maar bruine, vaak donkerdere kleuren en een wat dwarsgestreept vlekkenpatroon. De groene zandloopkever heeft vaak twee kleine witgele vlekjes aan weerszijden van het achterlijf. Ook houdt de groene zandloopkever van wat meer begroeiing op de bodem, de andere soorten van wat kalere zandvlakten.